# لا فرونتيرا (سانتا كروث دي تينيريفه)
بلدية لا فرونتيرا (بالإسبانية: La Frontera) هي بلدية تقع في مقاطعة سانتا كروث دي تينيريفه التابعة لمنطقة جزر الكناري جنوب غرب إسبانيا.

## الديموغرافيا
بلغ عدد سكان بلدية لا فرونتيرا 4.143 نسمة عام 2011 (وفقاً للمعهد الوطني للإحصاء الإسباني).
| 4.409 | 4.493 | 5.359 | 5.570 | 5.644 | 4.009 | 4.143 |